# Сельчук Хатун
Сельчук Хатун — османська принцеса, дочка османського султана Орхана I та Аспорчі Хатун.

## Біографія
Сельчук Хатун була дочкою Орхана Газі від його наложниці Аспорчі Хатун. Сельчук була одружена з Сулейман-беєм. У Сельчук Хатун були рідні брат і сестра: Султанзаде Ібрагім та Фатьма Хатун.